# Virgilia D'Andrea
Virgilia D'Andrea (Sulmona, 11 de febrero de 1888 - Nueva York, 12 de mayo de 1933) fue una poetisa anarquista y activista política italiana. Defensora del movimiento de amor libre y con un notado antifascismo, es recordada como la autora de Tormento, un libro de poesía publicado en 1922.

## Biografía

### Primeros años
Virgilia D'Andrea nació en la ciudad de Sulmona, localizada en la región de Abruzzo, en Italia, el 11 de febrero de 1888. Su familia murió cuando Virgilia era una pequeña niña; por lo que fue matriculada a la edad de 6 años en un internado católico. D'Andrea permanecería en el internado hasta su eventual graduación como profesora.
Durante sus años de estudio D'Andrea leyó centenares de libros, desarrollando una afinidad para la poesía y asimilando la política anarquista radical. Se unió al Partido Socialista de Italia como puente para ayudar sus propias creencias políticas. En 1917 conoció al líder anarquista y periodista Armando Borghi en una reunión de un sindicato radical qué Borghi encabezó. D'Andrea y Borghi se convirtieron en compañeros y amantes. A pesar de ser una defensora del amor libre, D'Andrea mantuvo una relación monogámica con Borghi durante toda su vida.
D'Andrea fue politizada por el derramamiento de sangre de la Primera Guerra Mundial y comenzó a militar en contra de la participación italiana en la guerra. En 1917, las fuerzas de seguridad abrieron un registro acerca del caso de D'Andrea, a quien consideraron una efectiva y peligrosa agitadora antiguerra. Con la entrada de Italia en la guerra, D'Andrea y Borghi fueron arrestados y confinados durante toda la duración de la guerra.

### Escrituras
En 1922,  publicó su primer libro de poesía, Tormento, un trabajo que presenta una introducción realizada por el líder anarquista italiano Errico Malatesta. Tormento era una colección de 19 poemas escritos en rima, muchos de los cuales fueron impresos por primera vez en las páginas del periódico editado por el Partido Socialista, Avanti! (Adelante!). Temáticamente, su material reflejaron las tensiones sociales que prevalecían en Italia en el período posterior a la guerra y expresó el malestar de la autora en torno a las derrotas políticas que vivió el movimiento de los trabajadores italianos. El libro fue bien recibido, con un total de 8.000 copias vendidas.
El aumento del fascismo en Italia forzó D'Andrea a emigrar en 1923. En los siguientes seis años D'Andrea vivió en una serie de residencias en Alemania, Holanda y Francia. En 1925, mientras se encontraba viviendo en París, D'Andrea publicó un segundo libro — un volumen de prosa titulado L'Ora di Marmaldo (El Tiempo de Marmaldo).

### Emigración a Estados Unidos
D'Andrea emigró a los Estados Unidos de América en la caída de 1928, estableciéndose en el barrio de Brooklyn, en Nueva York.
En 1929 una segunda edición de Tormento fue publicada en Italia, durante el gobierno del dirigente fascista Benito Mussolini. Esta segunda impresión fue inmediatamente cofiscada por las autoridades, quienes decían que el libro "excitaba a los espíritus" y inspiraba una revuelta.
Citando sus discursos de defensa a la doctrina de amor libre, las autoridades italianas acusaron a D'Andrea por "comportamiento moral reprochable" e incitación a la violencia por sus versos "cuidadosamente compuestos para instigar a la infracción de la ley, incitar la lucha de clases y difamar al ejército".

### Muerte y legado
D'Andrea murió de un cáncer de pecho en la ciudad de Nueva York el 12 de mayo   de 1933, a los 45 años de edad. Una colección de sus escritos, incluyendo poesías, prosas y sus memorias autobiográficas, Torce nella Notte (Linternas en la noche), fueron publicadas en Nueva York posterior a su muerte.

## Obras
- Tormento. 1922. Segunda edición: París: La Fraternelle, 1929.
- L'Ora di Marmaldo. Brooklyn: Libreria Editrice Lavoratori Industriali del Mondo, 1925.
- Torce nella Notte. Nueva York: n.p., 1933.

- Datos: Q4013888